# Bahnhof Barmstedt

Der Bahnhof Barmstedt ist ein Bahnhof der AKN Eisenbahn an der Bahnstrecke Elmshorn–Bad Oldesloe.

## Geschichte
Der Bahnhof wurde am 15. Juli 1896 als Endbahnhof der Bahnstrecke, die heute als A3 bekannt ist, eröffnet. Nachdem die Strecke bis Bad Oldesloe verlängert worden war, diente Barmstedt als Betriebsmittelpunkt. Es gab auch ein kleines Bahnbetriebswerk mit einem Lokschuppen. Einige Firmen hatten einen Gleisanschluss an die Strecke. Heute sind nur noch die beiden Bahnsteiggleise vorhanden. Im Lokschuppen wurden bis 1992 Schienenbusse gewartet.
Ab 1973 wurde der Bahnhof vorübergehend wieder zum Endbahnhof, da die Strecke zwischen Barmstedt und Bad Oldesloe für den Personenverkehr stillgelegt wurde. 1999 wurde das Teilstück von Barmstedt bis Ulzburg wiedereröffnet. Somit wurde Barmstedt erneut zum Zwischenbahnhof.
Im Januar 2004 wurde ein nicht besetzbares elektronisches Stellwerk mit Fernsteuerung von Kaltenkirchen in Betrieb genommen.

## Aufbau und Lage
Der Bahnhof verfügt über einen rund 110 m langen Mittelbahnsteig. Östlich des Bahnhofs befindet sich eine kleine Abstellanlage mitsamt einem Gleiswechsel. In der Nähe des Bahnhofs ist eine Park-and-Ride-Anlage.
Bis zur westlichen Nachbarstation Barmstedt Brunnenstraße sind es nur rund 550 m, die kleinste Entfernung zwischen zwei Bahnhöfen auf der gesamten Strecke. Bis zur östlichen Nachbarstation  Langeln sind es hingegen rund 5,8 km.

## Verkehr
Der Bahnhof wird von der stündlich verkehrenden Linie A3 bedient, die montags bis freitags zwischen Elmshorn und Barmstedt auf einen 30-Minuten-Takt verdichtet wird, sodass viele Züge in Barmstedt enden und beginnen. Es werden meistens Triebwagen der Bauart VTA eingesetzt.
| Linie | Verlauf |
| ----- | --- |
| A3    | Ulzburg Süd – Henstedt-Ulzburg – Alveslohe – Langeln – Barmstedt – Barmstedt Brunnenstraße – Voßloch – Bokholt – Sparrieshoop – Langenmoor – Elmshorn |

Am Bahnhof gibt es eine Bushaltestelle, die von den HVV-Linien 294, 6541 und 6542 bedient wird.
Die Station liegt im Tarifgebiet des Hamburger Verkehrsverbunds.